# Waldemar Hippius

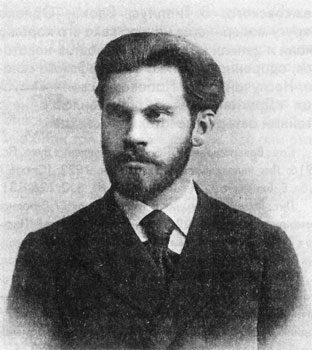
Waldemar Hippius

Waldemar Hippius (russisch Wladimir Wassiljewitsch Gippius, Владимир Васильевич Гиппиус; * 15. Julijul. / 27. Juli 1876greg., Chimki bei Moskau, Russisches Kaiserreich; † 5. November 1941, Leningrad, UdSSR) war ein deutschstämmiger russischsprachiger Schriftsteller und Lehrer. Zu seinen Schülern gehörten Vladimir Nabokov und Ossip Mandelstam.

## Leben
Sein Vater Wilhelm Hippius war ein deutschbaltischer zaristischer Beamter im Rang eines Aktiven Staatsrats, der später wichtige Funktionen im Außenministerium und anderen Behörden einnahm. Seine Mutter war Helene, geborene Eggers, einer seiner Brüder Wilhelm wurde Professor für Literaturwissenschaft in Sankt Petersburg. Die Schriftstellerin Sinaida Hippius war eine Verwandte.
Waldemar Hippius besuchte ein Gymnasium in Sankt Petersburg. Dort begann er mit seinem Schulfreund Alexander Dobroljubow erste Gedichte im Stil des westeuropäischen Symbolismus und der Dekadenz zu schreiben. 1892 wurden die ersten von ihnen gedruckt.
1895 begann er ein Studium an der Historisch-Philologischen Fakultät der Universität Sankt Petersburg. In dieser Zeit kam es zu Bekanntschaften mit den Dichtern Nikolai Minski und Waleri Brjussow, der sich begeistert von dem Talent des jungen Autors zeigte.
1897 erschienen weitere Gedichte.
1900 beendete Hippius das Studium. Er wurde Lehrer an einem Lyzeum für Mädchen in Sankt Petersburg. Die Lehrtätigkeit blieb ihm lebenslang ein wichtiges Anliegen, vor allem als Hilfe und Unterstützung der Schüler zu einem Bewusstsein ihrer kreativen Möglichkeiten und zur geistigen und sittlichen Erneuerung Russlands.
Später wurde er Lehrer am Teschinow-Technikum. Dort waren Ossip Mandelstam und der spätere Literaturnobelpreisträger Vladimir Nabokov seine Schüler. Beide äußerten sich in ihren Erinnerungen hochachtungsvoll über ihren Lehrer.
1915 begann Waldemar Hippius literaturhistorische Artikel zu schreiben. Aufmerksamkeit erregte sein Aufsatz Puschkin und das Christentum.
1917 wurde er Direktor des Teschinow-Technikums.
Wladimir Hippius starb 1941 während der Blockade Leningrads an Hunger.

## Werke
Er veröffentlichte einige Gedichtbände, die im Stil des Symbolismus und der Dekadenz gehalten waren. Viele hatten religiöse oder metaphysische Inhalte.
Nach 1922 gab es keine gedruckten Texte mehr von ihm.
- «Песни» (Lieder), 1892, Gedichte
- «Возвращение» (Wiederkehr), 1912, Gedichte (unter Pseudonym Wladimir Bestuschew)
- «Ночь в звёздах» (Nacht unter Sternen), 1915, Gedichte (unter Pseudonym Wladimir Neledinski)
- «Пушкин и христианство» (Puschkin und das Christentum), 1915, Essay
- «Томление духа» (Bewegung des Geistes), 1916, Gedichte (unter Pseudonym Wladimir Neledinski)
- «Сон в пустыне» (Traum in der Wüste), 1918, Prosa[2]
- «Лик человеческий» (Menschenantlitz), Berlin 1922, Gedichte